# 长崎县立女子短期大学
长崎县立女子短期大学（日语：／ Nagasaki Kenritsu Joshi Tanki Daigaku *），简称县女短、县短，是过去一所位于日本长崎县长崎市的公立短期大学。

## 概要

### 简介
- 学校最早可以追溯到1901年[1][2]。短期大学为于1950年开办[1]、由学长崎县经营。招生到1998年、停办于2000年

### 历史
- 1950年 长崎县立女子短期大学成立并同时设置三个学科、以下列举[2]。
  - 家政科
    - 食物专攻
    - 服装专攻[注 2]

  - 英文科
    - 英文专攻[注 3]
    - 英语商业专攻[注 3]

  - 体育科
- 1957年 改校名为长崎县立短期大学。商科（第一部・第二部）成立（但招生到于1966年）[2]
- 1969年 再次改校名为长崎县立女子短期大学[2]。
- 1978年 保育科成立[2]。
- 1998年 招生最后、次年停止招生（正式停办于2000年3月31日[2]）。

## 学校环境
- 校区：在了长崎县长崎市[注 1]

## 历任校长
- 中原贤次：第一代短期大学校长[3]
- 相泽兴一：最后短期大学校长[3]

## 组织

### 学科
- 家政科
  - 食物专攻
  - 服装专攻[注 2]
- 英文科
  - 英文专攻[注 3]
  - 英语商业专攻[注 3]
- 体育科
- 保育科

### 专科
| - 没有 |

### 业余课程
| - 没有 |

### 附属学校
- 长崎县立女子短期大学附属幼儿园

## 相关链接
- 日本短期大学列表